# 20052 Kellman
20052 Kellman este o planetă minoră (asteroid), cu un diametru de 4,652 km, din centura de asteroizi. A fost descoperită pe 21 martie 1993 la Observatorul La Silla de Uppsala–ESO Survey of Asteroids and Comets⁠(d). 
Obiectul prezintă o orbită caracterizată de o semiaxă mare de 2,7362396 UAi, o excentricitate de 0,08, o înclinație de 6,03654 ° în raport cu ecliptica.